# Култуки
Култуки — деревня в России, расположена в Клепиковском районе Рязанской области. С 2017 года входит в состав Колесниковского сельского поселения.

## География
Деревня Култуки расположена примерно в 35 км к юго-востоку от центра города Спас-Клепики на реке Курша. Ближайшие населённые пункты — деревня Озерки к северу, деревня Сергеевка к востоку и посёлок Курша 1 к западу.

## История
Деревня Колтукова, Кокорева тож, указана на картах конца XVIII — начала XIX века.
В 1905 году деревня входила в состав Ветчанской волости Касимовского уезда и имела 191 двор при численности населения 1196 чел.
С 1929 по 1963 годы деревня входила в состав Тумского района.
3 августа 1936 года Култуки по чистой случайности оказались в стороне от лесного пожара, которым был полностью уничтожен соседний поселок Курша-2 с более чем тысячей жителей.
Однако спустя десятилетия аналогичная участь все же постигла Култуки: во время лесных пожаров 2010 года деревня практически полностью сгорела. В огне погиб один человек. Жители сгоревшей деревни переселены в село Малахово.

## Население
| 1859 | 1897  | 1906  | 2010 |
| ---- | ----- | ----- | ---- |
| 712  | ↗1045 | ↗1196 | ↘27  |

## Транспорт и связь
С деревней имеется сообщение только по грунтовым дорогам.
Деревню обслуживает сельское отделение почтовой связи Малахово (индекс — 391012).

## Известные уроженцы
Анисичкин, Фёдор Иванович (1915—1998) — Герой Советского Союза.